# Arturo Chini Ludueña
Arturo Chini Ludueña (Cañada de Gómez, 21 ottobre 1904 – Washington, 19 dicembre 1993) è stato un calciatore argentino naturalizzato italiano, di ruolo attaccante.

## Caratteristiche tecniche
Giocava come ala sinistra nel metodo.

## Carriera

### Club
Chini esordì in patria molto giovane, con il Newell's Old Boys di Rosario. Debuttò nel 1922, giocando un incontro in Copa Intendente Nicasio Vila. Anche in virtù della sua giovane età, e per la concomitante presenza di attaccanti come Ernesto Celli e Julio Libonatti, Chini fu scarsamente impiegato ai primi anni al Newell's. Nel 1923 realizzò il suo primo gol con il club rosso-nero: segnò il 13 maggio 1923 contro l'Estudiantes, squadra di Rosario. Nel 1924 non fu mai impiegato durante la Copa Vila, e ottenne due presenze nella Copa Estímulo. Nel 1925 gli fu concesso maggior spazio, 5 presenze in Copa Vila e 2 in Copa Estímulo: andò a segno in entrambe le competizioni, l'8 dicembre contro l'Atlantic Sportsmen in Copa Vila e il 10 gennaio 1926 contro il Rosario Central, nella finale di Copa Estímulo.
Giunse in Italia per sostenere un provino con la Juventus, ma fu acquistato dall'Alba Audace. Era soprannominato "l'Avvocato" perché laureato in Legge. Fu il primo straniero nella storia della Roma, con cui disputò sette stagioni. Il 10 marzo 1929 segnò uno dei cinque gol nella partita vinta contro il Club Français; mentre il 13 ottobre dello stesso anno realizzò uno dei 9 gol con i quali la Roma batté la Cremonese, vittoria record per il club in campionato. L'ala sinistra argentina contribuì alla conquista della Coppa CONI nel 1928 da parte della società capitolina. Con la Roma vanta 161 presenze e 57 reti; comprese le stagioni 1927-1928 e 1928-1929; durante la sua militanza la squadra capitolina arrivò ad ottimi piazzamenti nell'allora recentemente costituita Serie A, piazzandosi nel 1930-1931 2ª e nel 1931-1932 3ª, risultati che sarebbero stati migliorati solo con lo scudetto del campionato 1941-1942.
Nel 1934, messo in lista di trasferimento dalla Roma, si trasferisce sull'altra sponda del Tevere, alla Lazio, con la quale però non disputerà nessuna partita ufficiale. L'anno dopo si accasa al Trastevere, con il quale giocherà per tre stagioni.
Ha segnato più volte nel derby contro la Lazio, il 4 maggio 1930 nella vittoria per 3-1 al Campo Testaccio, valevole per il campionato di Serie A, il 22 febbraio 1931 nell'amichevole vinta dai giallorossi per 4-1 all'allora denominato Stadio del PNF e di nuovo nella gara di campionato di Serie A del primo maggio 1932, una vittoria dei lupi per 4-1, di nuovo allo Stadio del PNF.
È morto nel 1993.

### Nazionale
Venne convocato in Nazionale universitaria nel 1933.

## Palmarès
- Coppa CONI: 1

Roma: 1928